# Meioneta adami
Meioneta adami là một loài nhện trong họ Linyphiidae.
Loài này thuộc chi Meioneta. Meioneta adami được Alfred Frank Millidge miêu tả năm 1991.